# Михалево (Нестеровское сельское поселение)
Михалево — деревня в Сокольском районе Вологодской области на реке Бохтюга.
Входит в состав Нестеровского сельского поселения, с точки зрения административно-территориального деления — в Нестеровский сельсовет.
Расстояние по автодороге до районного центра Сокола — 33 км, до центра муниципального образования Нестерова — 2 км. Ближайшие населённые пункты — Копытово, Никулинское, Конаниха.
По переписи 2002 года население — 9 человек.